# 川崎希
川崎 希（かわさき のぞみ、1987年〈昭和62年〉8月23日 - ）は、日本のタレント、実業家、アパレル・デザイナーである。女性アイドルグループAKB48の元メンバー。
神奈川県出身。個人事務所アンティミンス所属。株式会社アンティミンス代表取締役。夫はモデルでタレントのアレクサンダー。

## 略歴
2005年10月30日、「AKB48 オープニングメンバーオーディション」に合格（応募総数7,924名、最終合格者24名）。同年12月8日、オープニングメンバー候補生のうち20名として、AKB48劇場グランドオープンの舞台に立った（旧チームAに所属）。
2007年11月8日の公演にて、スカイコーポレーションへの移籍を発表。
グループ結成時からのメンバーだが、初めて選抜メンバーに選ばれたのは2008年6月13日に発売された9thシングル「Baby! Baby! Baby!」である。その後は単独の活動も行うようになり、グラビア活動において写真集・DVDをリリース。また、アパレルのイメージキャラクターになった関係で、ファッションショーモデルの活動にも進出している。
2009年2月27日に行われた公演をもってAKB48を卒業。同年3月1日、自身がプロデュースするアパレルブランド「Anti minss」（アンティ・ミンス）を設立。
2010年5月2日にはネイルサロンを開店、2013年3月12日にはエステサロンも開店し、芸能活動と並行して実業家としての活動も開始した。現在はネイルサロン、エステサロン共に閉店している。
2013年2月22日にモデルのアレクサンダーと結婚していたことを、同年9月8日出演のテレビ番組および同日に更新した自身のブログで公表した。
2014年1月1日、アレクサンダーとともにワタナベエンターテインメントへ移籍。同年4月から9月まで、お笑い芸人のいとうあさこ、歌手のSORA、およびキャバクラ嬢でモデルの愛沢えみりとともに、テレビ東京の新番組『美の国のお茶会』にレギュラー出演していた。
2017年4月1日放送の『有吉反省会』（日本テレビ）において、第1子妊娠を報告。同年8月29日、第1子男児を出産。
2018年3月4日、「ドケルバン病（狭窄性腱鞘炎）」と診断されたことが明らかになる。
2020年8月20日、第2子妊娠を報告。同年10月23日、第2子女児を出産。
同年12月1日、アレクサンダーとともにワタナベエンターテインメントを退社。
2021年1月1日、自身が代表取締役社長を務める株式会社アンティミンスを個人事務所とし、アレクサンダーとともに移籍。
2023年5月11日に検査で病院を訪れ、翌12日に体調不良により入院した事を自身のブログで報告。同月14日に退院予定である事と、通院に切り替える事を報告した。
2025年3月1日、第3子妊娠を報告。同年6月30日、第3子女児を出産。

## 人物
- 特技はテニス、水泳、スキー[23]。
- 趣味は宇宙研究、薬局巡り、スペイン語、映画鑑賞[23]。
- 資格はJAXAクラブ名誉会員（宇宙検定）、スキューバダイビング、世界遺産検定3級[23]、宅地建物取引士。
- 夫とは国際結婚であるため、夫婦別姓が原則であり、結婚後も夫婦ともに改姓せず別姓夫婦である[24]。
- AKB時代は同じ一期生の小嶋陽菜と仲が良かった。また川崎希の愛称である「ノゾフィス」の名付け親も小嶋陽菜である。
- 好きな男性のタイプはサッカー元イングランド代表のデビッド・ベッカムで内面は私の時間に合わせてくれるような暇な人だと2013年の週刊ポストのインタビューにて答えている[25]。
- 不妊治療を公表している[26]。

## AKB48在籍時の参加曲

### シングルCD選抜楽曲
- 桜の花びらたち
  - Dear my teacher - 「チームA」名義
- スカート、ひらり
  - 青空のそばにいて - 「チームA」名義
- 「会いたかった」に収録
  - だけど… - 「チームA」名義
- 「軽蔑していた愛情」に収録
  - 涙売りの少女
- 「BINGO!」に収録
  - Only today - 「チームA」名義
- 「夕陽を見ているか?」に収録
  - 夕陽を見ているか?（ひまわり2.0Mix）
- 「ロマンス、イラネ」に収録
  - ロマンス、イラネ（ひまわり 2nd 2.1Mix）
- Baby! Baby! Baby!
- 大声ダイヤモンド
  - 109（マルキュー） - 「チームA」名義
  - 大声ダイヤモンド（Team A ver.）

### 劇場公演ユニット曲
チームA 1st Stage「PARTYが始まるよ」
- クラスメイト（2nd UNIT）
- 星の温度（1st UNIT）

 チームA 2nd Stage「会いたかった」
- 恋のPLAN
- リオの革命

 チームA 3rd Stage「誰かのために」
- ライダー

 チームA 4th Stage「ただいま恋愛中」
- Faint

 ひまわり組 1st Stage「僕の太陽」
- 僕とジュリエットとジェットコースター
※大島優子のスタンバイ

 ひまわり組 2nd Stage「夢を死なせるわけにいかない」
- Confession
※板野友美のスタンバイ

 チームA 5th Stage「恋愛禁止条例」
- ハート型ウイルス

## 作品

### 映像作品
（AKB48としての作品は除く）
- のぞみんchu!（2008年10月20日発売、ラインコミュニケーションズ）
- 秘密〜僕の彼女は女スパイ!?〜（2009年2月21日発売、東映ビデオ）
- BIGLOVE（2009年10月2日発売、スパイスビジュアル）
- ANTIMINSS×@mistyセクシーコラボ! みすど mis*dol 川崎希〜元AKB48ノゾフィスの衝撃露出!!〜（2010年2月19日、@misty 日本メディアサプライ）
- 川崎希 in 「忘れられない、あの夏」（2010年10月15日、日本メディアサプライ オールウエイズ）

## 出演

### テレビ番組
過去の出演番組
- 夏Sacas'08 赤坂プレミア屋台村!売上No.1決定戦!!（2008年7月20日、TBS）
- カード学園（2009年4月3日 - 12月、TBS）
- LOVEかわさき（2010年8月 - 2011年12月、tvk）
- 戦国鍋TV 〜なんとなく歴史が学べる映像〜 MUSIC TONIGHT（2010年11月 - 2011年4月、tvk他） - 江 役
- 仕事ハッケン伝 もう一つの人生、あったらスペシャル（2011年5月21日、NHK)
- 資格☆はばたく（2011年12月、NHK Eテレ）- 中野裕太と共に生徒 役
- 美の国のお茶会（2014年4月2日 - 9月24日、テレビ東京）
- なら婚（2014年3月27日 - 7月31日・9月4日 - 2016年3月、日本テレビ） - 不定期出演
- 王様のブランチ（TBS） - 「王様のデザート」に出演

### 映画
- 忘れられない、あの夏（2010年10月2日公開）

### 舞台
- 新春戦国鍋祭〜あんまり近すぎちゃうと斬られちゃうよ〜（2011年1月12日 - 14日、池袋サンシャイン劇場） - 江 役。

### ラジオ
- AKB48 明日までもうちょっと。（2007年11月19日・2008年3月24日・4月21日・5月19日・7月14日・9月29日、文化放送）
- まだまだゴチャ・まぜっ!〜集まれヤンヤン〜（2010年4月10日 - 8月7日、MBSラジオ）

### CM
- ハナサク・プロジェクト AKB48篇（2008年、リクルート）

### ネット配信
- みすど mis*dol 川崎希@mistyグラビア第1弾 - 第3弾（@misty）

### ミュージック・ビデオ
- DEEN「もう泣かないで」（2013年）[27]

## 書籍

### 写真集
- ノゾフィス（2008年7月25日、竹書房）※写真集に連動した同名のDVDも同じ竹書房から販売

### エッセイ
- 「AKB48」卒業翌日に40万円で起業しました。 アイドル社長!（2011年1月31日、徳間書店）ISBN 978-4-19-863106-2
- のんちゃんのダメ男の愛し方（2015年2月25日、宝島社）ISBN 978-4-8002-3647-0

### トレーディングカード
- 川崎希オフィシャルカードコレクション『dulce secreto（ドルチェ セクレート）』（2009年1月24日、さくら堂）